# Atelopus mucubajiensis
Atelopus mucubajiensis és una espècie endèmica d'amfibi que viu a Veneçuela.

## Descripció
Aquest petit gripau d'hàbits terrestres i diürns es caracteritza per la seua coloració dorsal uniformement groga, bruna groguenca o groguenca verdosa i amb taques irregulars terroses (de vegades en forma de "X"). La regió ventral a la part posterior és de color vermell sang, mentre que la gola i la part superior del ventre són groguenques amb taques marrons. Les potes i els flancs són groguencs. Presenta una filera de tubercles dorsolaterals i d'altres escampats sobre el dors. Musell no projectat. Potes posteriors curtes. Presenta un dimorfisme sexual acusat, ja que els mascles són més petits (de 3 a 4,17 cm) que les femelles (de 3,99 a 4,4 cm).

## Distribució geogràfica
És una espècie endèmica de Veneçuela, la qual només és coneguda de la localitat tipus (propera a la llacuna de Mucubají i els seus voltants, al Parc Nacional Sierra Nevada de la serralada de Mérida). Aquesta distribució podria estendre's fins a la vall del riu Santo Domingo, ja que és on es va obtindre el darrer registre d'un exemplar d'aquesta espècie. Viu als voltants dels rierols i altres corrents intermitents d'aigua situats entre 2.300 i 3.500 m d'altitud, tot i que també se'n pot trobar en àrees conreades.

## Estat actual de les poblacions
Aquesta espècie es considerava molt abundant a la localitat tipus però, cap al 1990, un estudi exhaustiu de més de 300 hores de mostreig només en va registrar l'observació d'un exemplar. En altres exploracions realitzades entre els mesos de febrer i maig del 1994, per a un total de 51 hores de mostreig al Parc Nacional Sierra Nevada (on l'espècie era històricament abundant), només se n'hi van trobar sis capgrossos i un mascle mort. No es va poder aconseguir cap nova observació d'aquesta espècie fins a l'octubre del 2004 quan un vilatà va capturar-ne una femella a la vall del riu Santo Domingo (a tocar de la carretera principal entre Mérida i Barinas, un indret força alterat per les construccions humanes i conreus de patates i altres hortalisses), el qual és abundant en truites de riu. Se'l considera En Perill Crític per part de l'Avaluació Global dels Amfibis i de la Llista Vermella de la Unió Internacional per a la Conservació de la Naturalesa (IUCN).

## Amenaces
Possiblement, ha estat afectada pel fong Batrachochytrium dendrobatidis i pels canvis climàtics a la localitat tipus. De fet, el darrer exemplar conegut (la femella del 2004) estava infectat amb quitridiomicosi. Tot l'hàbitat d'aquesta espècie està força intervingut per la introducció de coníferes exòtiques (Pinus spp.), per l'extracció de fusta i per incendis recurrents. A més, a les masses d'aigua que fa servir (com ara, el riu Santo Domingo i la llacuna de Mucubají) són presents diverses espècies de truites de riu exòtiques (Salmo sp. i Oncorhynchus sp.), les quals són depredadors potencials d'aquest amfibi i dels seus capgrossos. Segons un estudi climatològic de la regió entre els anys 1969 i 1995, es va veure que el règim biestacional local va evolucionar cap a un règim tetraestacional o sense patró definit (especialment entre els anys 1984-1995), quan es van presentar períodes consecutius anormalment secs que van arribar a perllongar-se durant sis mesos, la qual cosa va influir en la disminució de les poblacions d´Atelopus mucubajiensis, ja que aquests períodes de sequera extrema afavoreixen el contagi de malalties (alguns dels anys secs van estar associats al fenomen d'El Niño). Aquestes variacions climàtiques i la sinergia amb altres factors podrien ésser els responsables del declivi d'aquesta espècie.

## Conservació
A Veneçuela és declarada com a Espècie en Perill d'Extinció pel Decret núm. 1486 (11/09/96). Tot i que la seua àrea de distribució es troba protegida dins del Parc Nacional Sierra Nevada, calen accions directes per a evitar la seua extinció: específicament, es recomana monitorar la seua àrea de distribució i intentar localitzar-ne més exemplars, alguns dels quals podrien ésser emprats per a assajos de cria en captivitat. Hom parla, també, de realitzar totes aquestes accions amb la participació de científics, turistes, vilatans i altres usuaris que freqüenten la zona.